# 朴洙瑩
朴洙瑩（：／ Park Soo-young，1964年1月7日—），大韓民國保守派政治人物，現任第21屆國會議員。